# Niżnieje Czesnocznoje
Niżnieje Czesnocznoje (ros. Нижнее Чесночное) – wieś (ros. село, trb. sieło) w zachodniej Rosji, centrum administracyjne sielsowietu wierchnieczesnoczeńskiego rejonu wołowskiego w obwodzie lipieckim.

## Geografia
Miejscowość położona jest nad ruczajem Czesnocznyj, 15,5 km od centrum administracyjnego rejonu (Wołowo), 129 km od stolicy obwodu (Lipieck).
W granicach miejscowości znajdują się ulice: Bieriegowaja, Centralnaja, Sowchoznaja, Sowietskaja, Zariecznaja.

## Demografia
W 2012 r. miejscowość zamieszkiwały 253 osoby.